# La Laguna, Coatepec Harinas
La Laguna är en ort i Mexiko, tillhörande kommunen Coatepec Harinas i södra delen av delstaten Mexiko. Orten hade 135 invånare vid folkräkningen 2010.